# Complejo SND
El Complejo SND es un complejo deportivo perteneciente a la Secretaría Nacional de Deportes ubicado en el km 4 ½ de la Avenida Eusebio Ayala, en el barrio Hipódromo de la ciudad de Asunción, Paraguay. Cuenta con varias instalaciones deportivas: dos canchas, para fútbol 7x7 y 9x9; dos canchas de pádel, 5 mini canchas para básquetbol, fútbol de campo, fútbol de salón, hándbol y vóley. El recinto estuvo cerrado para funcionar como albergue para personas en cuarentena durante la pandemia del COVID-19.

## Instalaciones
- SND Arena

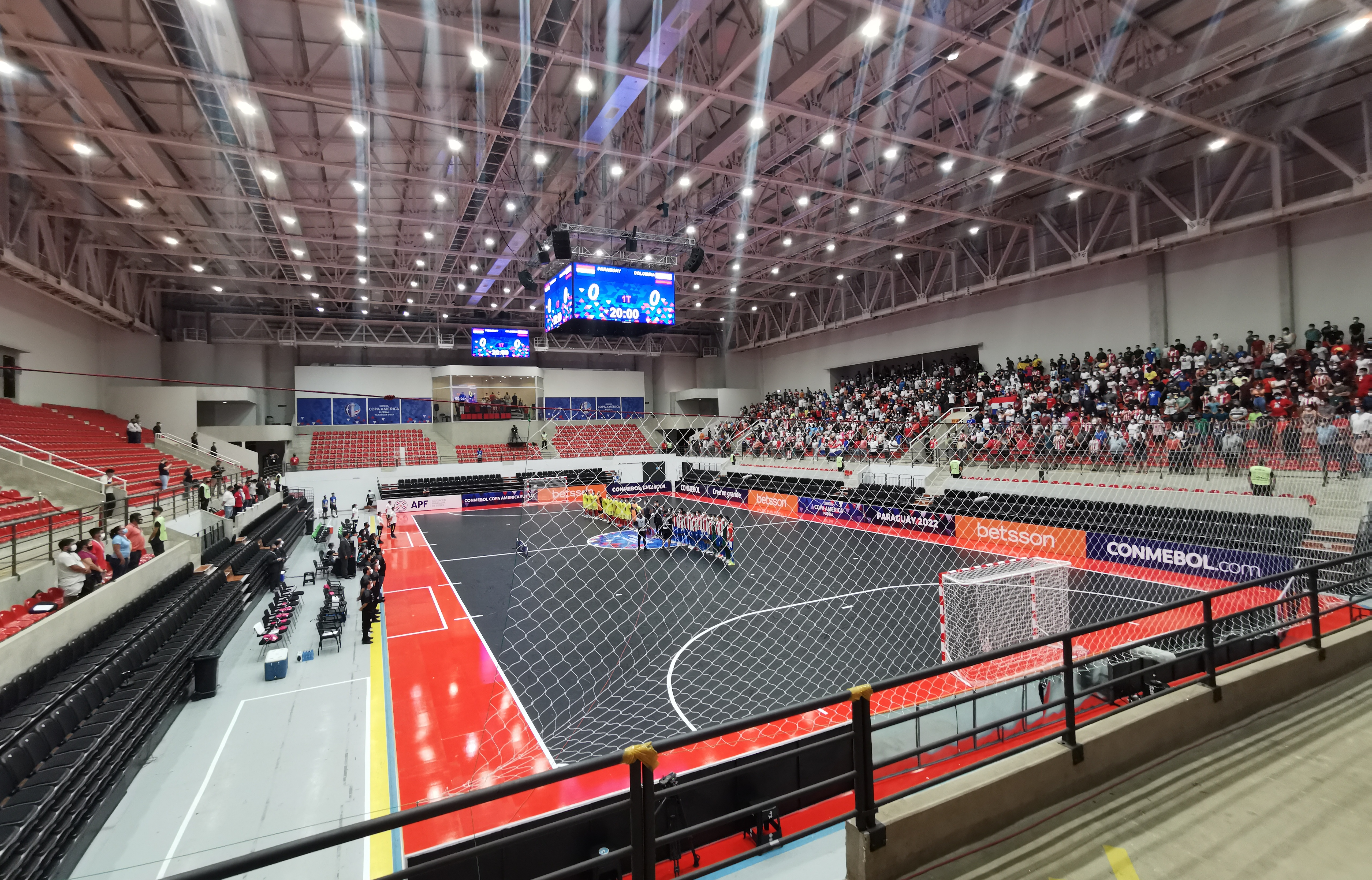
SND Arena

- Hotel Deportista Róga: utilizado como alojamiento a las delegaciones deportivas, cuenta un lobby, un salón auditorio y 19 habitaciones con baño.[3]
- Casa del Deporte (oficinas administrativas)
- Escuela Nacional de Educación Física

## Federaciones
- Asociación Paraguaya de Tenis
- Asociación Paraguaya de Squash
- Confederación Paraguaya de Handball
- Federación Paraguaya de Voleibol
- Federación Paraguaya de Boxeo
- Federación Paraguaya de Bádminton
- Federación Paraguaya de Gimnasia
- Federación Paraguaya de Atletismo
- Federación Paraguaya de Judo